# Люславиці (Малопольське воєводство)
Люславиці (пол. Lusławice) — село в Польщі, у гміні Заклічин Тарнівського повіту Малопольського воєводства. Населення — 996 осіб (2011).
У 1975—1998 роках село належало до Тарнівського воєводства.

## Демографія
Демографічна структура станом на 31 березня 2011 року:
|          | Загалом | Допрацездатний вік | Працездатний вік | Постпрацездатний вік |
| -------- | ------- | ------------------ | ---------------- | -------------------- |
| Чоловіки | 522     | 138                | 347              | 37                   |
| Жінки    | 474     | 110                | 290              | 74                   |
| Разом    | 996     | 248                | 637              | 111                  |